# Richardia unifasciata
Richardia unifasciata är en tvåvingeart som beskrevs av Camillo Rondani 1848. Richardia unifasciata ingår i släktet Richardia och familjen Richardiidae. Inga underarter finns listade i Catalogue of Life.